# Parafia Nawiedzenia Najświętszej Maryi Panny w Wambierzycach
Parafia Nawiedzenia Najświętszej Maryi Panny Wambierzycach – znajduje się w dekanacie noworudzko-słupieckim w diecezji świdnickiej. Była erygowana w XIII w.

## Świątynie
- Sanktuarium Wambierzyckiej Królowej Rodzin